# Голосновский район
Голосновский район — административно-территориальная единица в Центрально-Чернозёмной и Воронежской областях РСФСР, существовавшая в 1938-1960 годах. Административный центр — село Новосильское.
Район был образован 2 ноября 1938 года с центром в селе Голосновка в составе Воронежской области за счет разукрупнения Землянского района.
6 июня 1950 года райцентр переведен в село Новосильское.
17 ноября 1960 года Голосновский район был упразднен, его территория передана Землянскому району.